# 중화인민공화국의 농업 구획
중국의 농업생산은 각 지역의 자연환경과 사회경제 조건의 차이로 각 지역간의 차이가 있다. 또한 일정지역 내의 농업생산 조건이 유사하여 지역 내의 공통점이 있다. 이러한 지역간의 차이 및 유사성을 통해 농업생산을 알맞게 구분하여 농업구획을 정할 수 있다.
농업구획은 농업의 자연조건과 사회경제조건이 상대적으로 일치하는가에 따라 농업생산의 증대를 위한 시책과 일치하는 것을 보아 정해지며 기본적으로는 일정한 급별 행정구획의 완전성을 유지해야 한다. 이러한 원칙에 따라 전국을 10개 농업구획(1급)으로 구분하고 이를 다시 38개 농업구역(2급)으로 나눌 수 있다.
1. 중국어 정체자: 東北 농업구역
2. 중국어: 內蒙古 및 중국어 정체자: 萬里長城 일대의 목축업 및 농업 구역
3. 중국어: 黃河, 淮河 농업 구역
4. 황토고원 농업, 어업, 목축업 구역
5. 중국어 정체자: 長江 중·하류 농업·임업·양식업 구역
6. 중국어: 西南 농업, 임업 구역
7. 중국어 정체자: 華南 농업, 임업, 열대작물 구역
8. 중국어: 甘新 농업, 목축업, 임업 구역
9. 중국어 정체자: 靑藏 고원 목축업·임업 구역
10. 해양수산구역